# 堂野夢酔
堂野 夢酔（どうの むすい、1944年8月18日 - ）は、日本の水墨画家。本名・堂野修吾。兵庫県生まれ。

## 経歴
- 1944年 - 兵庫県生まれ
- 1963年 - 大阪工業大学卒業・グローリー(株)に入社
- 1987年 - 過労から右目失明療養中に少年時代から憧れていた宮本武蔵を追い水墨画独学以後、布袋や達磨を中心とした水墨画を描くようになる。
- 1987年 - 右目失明。
- 1990年 - 大阪・花の万博の仕事で教育評論家 阿部進氏と親交
- 1993年 - 次男ドウノヨシノブの芸術系大学進学に影響を受け画家へ転身。
- 1998年 - 『カバと夢酔の二人旅』で教育評論家阿部進（カバゴン）と学校や施設を訪問。
- 2000年 - ゲーテの生誕250年を記念する『ゲーテへの頌歌』に参加。ドイツ、ノイエンブルク城
- 2001年 - 京都高台寺にて特別展開催。
- 2010年 - 京都泉涌寺、別院の雲龍院にて襖絵公開。
- 2014年 - 書写山・円教寺開祖性空上人菩提寺「弥勒寺」に12枚の襖絵六曲一双屏風を奉納。全国の夢酔展、160回をこえる。